# Валимка
Валимка или Валиманка (пољ. Walimka или Walimianka) је речица/поток у југозападној Пољској. Валимка је лева притока реке Бистрице. Налази се у Војводству доњошлеском.
Дужина ове речице је 10,8 km. Настаје од неколико мањих планинских потока, од којих највећи извире на надморској висини од 825 метара. Валимка тече у правцу северозапада. Речица је у већем делу тока регулисана. За време обилник пролећних киша Валимка се често излива.